# Арань, Ласло
Ла́сло А́рань (венг. Arany László; 24 марта 1844, Надьсалонта, Австрийская империя — 1 августа 1898, Будапешт, Австро-Венгрия) — венгерский прозаик, поэт, переводчик, фольклорист. Член Венгерской академии наук (с 1858).

## Биография
Трансильванский венгр. Родился в семье поэта Яноша Араня.

## Творчество
Автор прозаических и поэтических произведений, сборников народных сказок, литературных переводов, исследований.
Собирал оригинальные народные сказки и в 1862 издал их отдельным томом («Magyar népmesék»), затем опубликовал поэтическое повествование на основе венгерской легенды «Эльфрида», за что был принят в литературное общество имени братьев Кишфалуди.
Вслед за своим отцом Ласло Арань активно обращался к Гуннскому наследию. Широко известен благодаря капитальной работе «Битва гуннов» (Hunok harca, 1872), в которой описывает борьбу тевтонов (немцев) и мадьяр в Венгрии и призывает своих соотечественников бороться с засильем немецкого языка и культуры. Известен также своими балладами, в том числе «Walesi Bardok», опубликованной в 1863 году и содержащей скрытую критику политики Габсбургов в Венгрии.
В 1872 году анонимно опубликовал роман в стихах «A délibábok hőse», который описывает историю рода Обломовых на венгерском языке. Роман пользовался большим успехом.
10 мая 1875 года Арань женился на Гизелле Салай, дочери министерского советника Иштвана Салая.
Переводил сочинения Шекспира и Мольера, написал сатирическую поэму «Герой мечты».